# KK Zagorje
Le Košarkarski Klub Zagorje, ou Zagorje Banka Zasavje, est un club slovène de basket-ball basé à Zagorje.
Un club croate du KK Zagorje Tehnobeton porte également le même nom.

## Entraîneurs successifs
- Depuis ? : -